# Liste der Naturdenkmale in Renquishausen
| Naturdenkmale | Anzahl |
| ------------- | ------ |
| FND           | 0      |
| END           | 7      |
| Gesamt        | 7      |

Die Liste der Naturdenkmale in Renquishausen nennt die verordneten Naturdenkmale (ND) der im baden-württembergischen Landkreis Tuttlingen liegenden Gemeinde Renquishausen. In Renquishausen gibt es insgesamt sieben als Naturdenkmal geschützte Objekte, keines ist ein flächenhaftes Naturdenkmal (FND), alle sind Einzelgebilde-Naturdenkmale (END).
Stand: 1. November 2016.

## Einzelgebilde (END)
| Name                                    | Bild | Kennung     | Einzelheiten  | Position | Fläche Hektar | Datum         |
| --------------------------------------- | ---- | ----------- | ------------- | -------- | ------------- | ------------- |
| Allee an der alten Straße ins Bärenthal |      | 83270410008 | Renquishausen | ⊙        | 0,0           | 16. Jan. 1989 |
| Bärenstaffel-Buche                      | BW   | 83270410001 | Renquishausen | ⊙        | 0,0           | 16. Jan. 1989 |
| Buche am Wanderparkplatz L433           | BW   | 83270410005 | Renquishausen | ⊙        | 0,0           | 16. Jan. 1989 |
| Buche beim Birkenwäldle                 | BW   | 83270410004 | Renquishausen | ⊙        | 0,0           | 16. Jan. 1989 |
| Buchengruppe bei der Mariengrotte       | BW   | 83270410006 | Renquishausen | ⊙        | 0,0           | 16. Jan. 1989 |
| Geigersbrunnen                          | BW   | 83270410009 | Renquishausen | ⊙        | 0,0           | 16. Jan. 1989 |
| Strittenbuche mit steinernem Kreuz      | BW   | 83270410003 | Renquishausen | ⊙        | 0,0           | 16. Jan. 1989 |
| Legende für Naturdenkmal                |      |             |               |          |               |               |